# Bayas (Italia)
Bayas (en latín Baiae, en italiano Baia) fue una ciudad de la costa de Campania (Italia), célebre por sus baños y aguas minerales, situada entre el Cabo Miseno y Puteoli, abierta a una bahía llamada Sinus Baianus.

## Historia
Al sur del golfo de Pozzuoli, entre la elevación del Castello y la punta del Epitaffio, se abre una ensenada sobre cuyo litoral, ya parcialmente sumergido, se estableció uno de los puertos de la colonia griega de Cumas. Se denominó Bayas por el nombre del timonel de Ulises, Bayo, cuya tumba el poeta helenístico Licofrón de Calcis (siglo III a. C.) menciona en Bayas.
Las propiedades terapéuticas de sus fuentes termales tal vez ya eran conocidas antes, pero la historia de Bayas es prácticamente desconocida hasta que, en el siglo II a. C., comenzó a ser frecuentada por personajes de la aristocracia romana.
En el curso del siglo I a. C. después de la victoria de Pompeyo contra los piratas que durante mucho tiempo amenazaron las costas de Campania, la reestructuración constructiva de la zona y las villas suntuosas hizo muy pronto de Bayas un centro balneario de élite.
Entre otros, allí establecieron su residencia Marco Licinio Craso, Lucio Licinio Lúculo, Pompeyo y el orador Hortensio. Julio César instaló su morada en el punto más alto del litoral, el actual Castello, desde el que dominaba toda la ensenada.
La fama de Bayas no disminuyó durante el imperio, es más, se convirtió en uno de los lugares de estancia preferidos por la familia imperial.

Bayas fue exaltada —de Horacio a Estacio y a Marcial, por  recordar solo unos nombres— por la belleza de sus paisajes, por su clima benigno, por las propiedades terapéuticas de sus aguas. Ovidio  recuerda: "Alguien llevándose de aquí una herida en el corazón, dijo: «estas aguas no son saludables como cuentan» (Arte de amar, I). Se piensa que en el templo de Neptuno en Bayas debe desarrollarse  un episodio perdido de El Satiricón (caps. 53, 104).
Por otra parte fue condenada por los moralistas —de Varrón a Séneca— por la vida placentera, refinada y viciosa que allí se llevaba. Ya Cicerón que la llamaba pusilla Roma 'Roma en miniatura', la consideraba un lugar de vicio y perdición.
Bayas no fue nunca una verdadera ciudad. No tuvo magistrados (dependía de Cumas), ni monumentos públicos, como por ejemplo el foro. Fue más bien un conjunto de villas lujosas, de instalaciones termales, de albergues.
La grandiosidad y la riqueza de los restos salidos hasta ahora a la luz y denominados de ordinario termas de Bayas, su conexión orgánica, su diversidad con respecto a otras termas romanas, hacen prevalecer actualmente la hipótesis, sostenida sobre todo por Alfonso De Franciscis, que los restos de Bayas formaban parte, en cambio, de una gran residencia imperial, no más extensa, por ejemplo, que la Villa Adriana en Tívoli. Por lo demás, ya el emperador Claudio recuerda su praetorium Baianum, y una garrafa de vidrio existente en otro tiempo en la Galería Borghese de Roma representaba los edificios de Bayas con la inscripción palatinum, es decir, palacio imperial.
En Bayas estaban habitualmente los miembros de las diversas familias que se sucedieron en el poder en Roma. Marcelo, nieto de Augusto, y el emperador Adriano murieron allí. Calígula, que amaba las extravagancias, ordenó construir un puente de barcas entre Pozzuoli y Bayas para acortar la distancia entre las dos ciudades.
Suetonio atribuye a Nerón el fantasioso proyecto de construir una piscina, de Miseno al lago Averno, para recoger allí todas las aguas termales de Bayas.
Tito Livio ya menciona el lugar por las propiedades medicinales del agua en el 176 a. C. con el nombre de Aquae Cumanae; Las aguas eran sulfurosas, aluminosas, ácidas y otras. Las termas que se construyeron aún servían en el siglo VI.
En el siglo III, Alejandro Severo hizo construir allí nuevas instalaciones en honor de Julia Mamea, su madre.
En tiempos del Imperio se convirtió en una ciudad importante y obtuvo el privilegio de municipio separado de Cumae, pero a la que quedó ligada en algunos aspectos. 
Mucho después de la caída del Imperio romano, en el siglo XII, Federico II de Suabia frecuentaba este lugar de cura.
En la Edad Media decayó.
Carlos V construyó el Castillo de Bayas sobre las ruinas del palacio imperial romano. Tanto en la costa como en las colinas próximas se hallan algunas ruinas con restos de edificios que no se han podido identificar; uno de ellos es conocido como Templo de Venus, que era la diosa titular de la ciudad; otro era llamado Templo de Diana; y un tercero, Templo de Mercurio, pero es dudoso que se tratara realmente de templos.

Bayas aparece recordada en las memorias de los humanistas Flavio Biondo y Ciríaco de Ancona, mientras en el siglo XVII la corte napolitana relanzó el interés por sus propiedades terapéuticas y por sus atractivos ambientales.

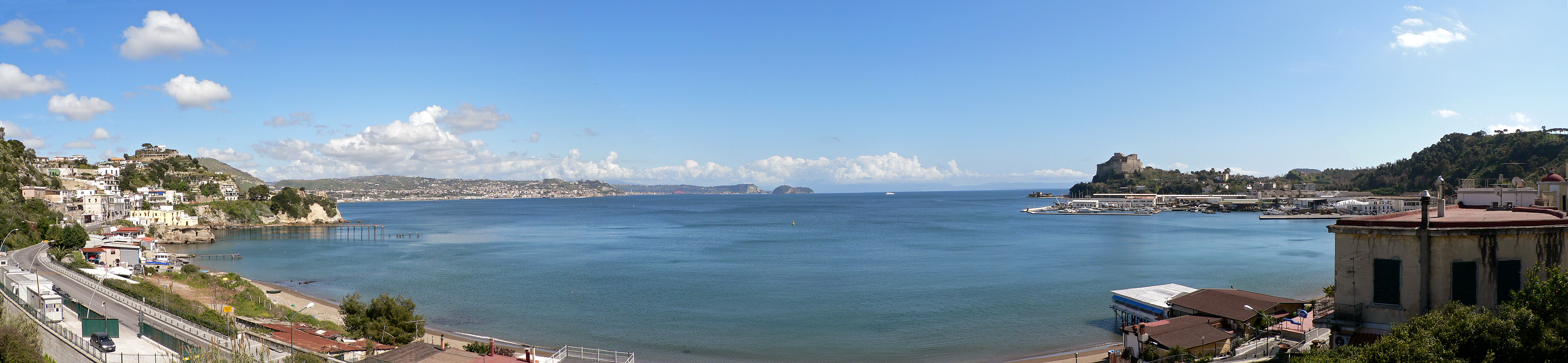
Bayas desde la Villa Schiano Di Pepe.

## Restos del palacio Imperial
Los trabajos de excavación y de restauración comenzaron en 1936, pero ya entre 1923 y 1928, a pocos metros de profundidad, se habían recuperado en el mar restos arquitectónicos y esculturas, sumergidas a causa de los fenómenos de descenso del litoral. Lamentablemente, buena parte de los edificios romanos ha desaparecido también a causa de los terremotos, a veces de excepcional violencia, como el verificado a mediados del siglo XVI.
En 1941 se iniciaron las excavaciones sistemáticas del complejo, mientras que las campañas realizadas desde 1950 han contribuido a aclarar mejor el desarrollo de las construcciones que se extendían por todo el golfo. Desde la playa hasta la cima de la colina, los edificios estaban dispuestos, casi formando la cávea de un teatro, sobre bancales en parte naturales y en parte artificiales.

### Templo de Diana
En la zona más al norte está situado el llamado templo de Diana, un gran edificio de planta octogonal en el exterior y circular en el interior, con nichos absidiados y rectangulares, a lo largo del perímetro y, en la parte superior, ocho ventanales, cinco de los cuales aún son visibles.

El monumento se ha salvado solo en parte, de modo que hoy tiene el aspecto de un enorme ábside, erróneamente interpretado como templo. En cambio es muy probable que se tratara de un gran ninfeo, quizá perteneciente a un complejo más amplio que, adosándose a la colina, recibía directamente del declive las aguas del manantial.

### Templo de Mercurio

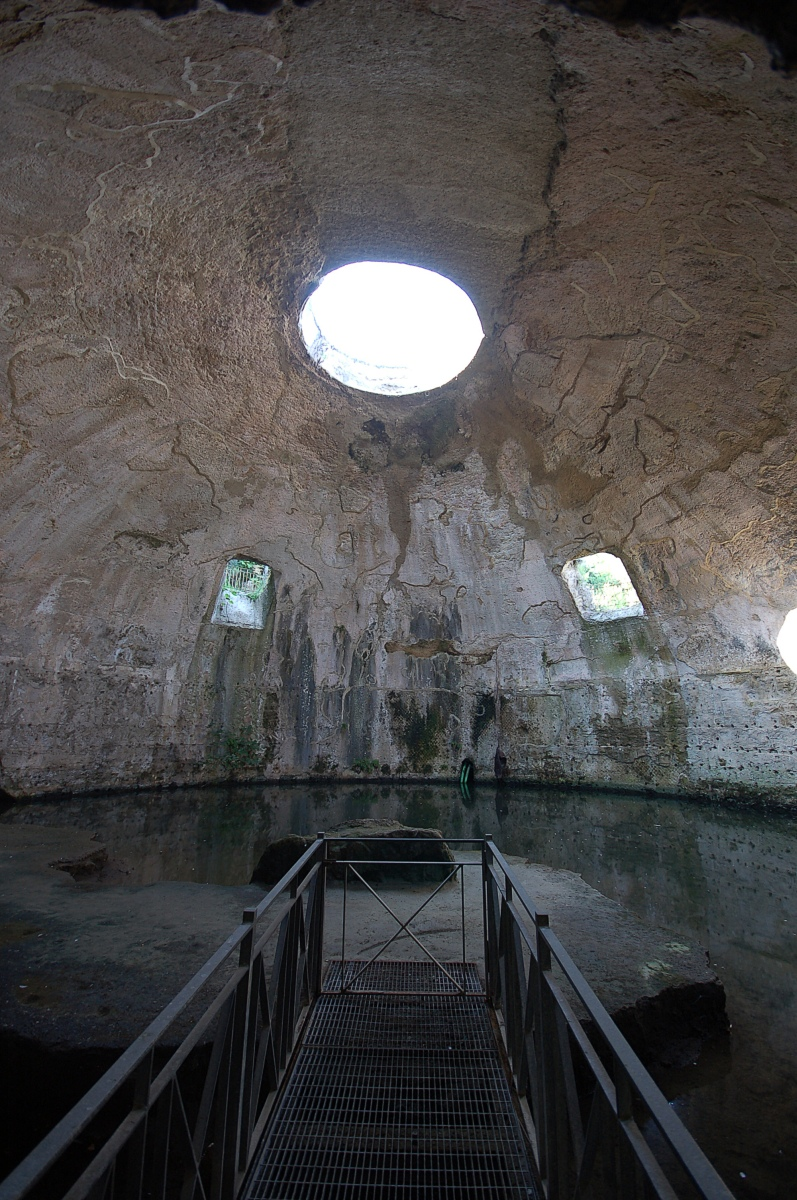
Interior de la cúpula del templo de Mercurio

Entre los edificios que se consideran como parte del palacio imperial, el más antiguo es el templo de Mercurio, llamado también Truglio o templo del Eco. Se trataba de una gran sala circular, hoy en parte hundida, que pertenecía a un complejo termal del que se han reconocido diversas piezas (termas de Mercurio, termas Inferiores o termas Norte). La sala, de un diámetro interior de casi 22 m y usada tal vez como un gran estanque para baños terapéuticos, está cubierta por una bóveda con cúpula abierta en la cima por un ojo. La cúpula misma está constituida por un único bloque de toba y argamasa. Es la estructura romana más antigua de este tipo que se conoce, dado que puede datarse de la época republicana avanzada o de la primera época augustal.

### Templo de Venus
En la parte meridional de las termas de Bayas (o si se prefiere del palacio imperial) estaba situada otra rotonda, que también tenía la función de piscina; se trata del templo de Venus, que formaba parte de un complejo en parte sumergido en el mar. De la sala quedan las paredes hasta los enlaces de la bóveda que, no obstante, es reconstruible si nos basamos en el tipo de apoyos, como una cúpula con salientes, características de la época de Adriano y de las épocas sucesivas.

También este monumento presenta una planta circular en el interior (nada menos que 30 m de diámetro) y un perímetro exterior octogonal con los ángulos reforzados por pilastras.
En la vertiente hacia el mar se abría una puerta flanqueada por dos nichos y encima había ocho ventanales. Las paredes interiores se caracterizaban por la presencia de cuatro grandes nichos y también por un revestimiento de mármol, como testimonian los agujeros en la superficie muraria hasta el nivel de las ventanas. A dicha altura se debe quizás imaginar la existencia de una galería que, en su circuito interior, permitía gozar desde lo alto de la vista del estanque.
El templo de Venus parece estar vinculado también a los restos descubiertos en la pendiente de la colina y definidos como baño de Venus (o termas Sur), cuy centro aparece constituido sobre todo por un gran salón rectangular con un ábside en la pared del fondo. En torno al salón se disponen numerosas piezas, entre otras las estancias de Venus cubiertas por bóvedas decoradas con elegantes estucados, datables de mediados del siglo I.

## Termas de Sosandra

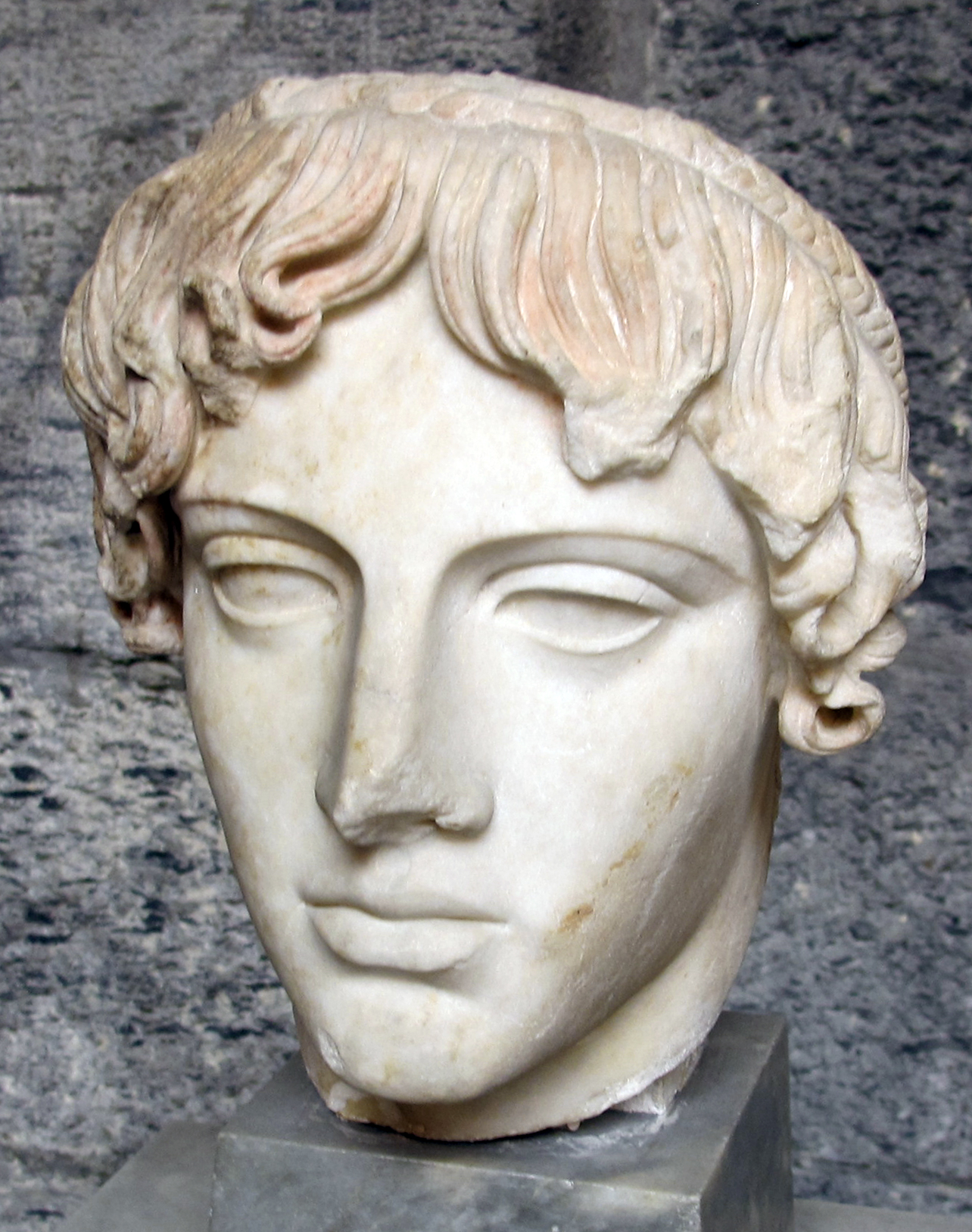
Cabeza de Apolo del Omphalos, de Cálamis (Bayas). Museo Arqueológico Nacional de Nápoles

Entre el baño de Venus y las termas de Mercurio se desarrolla el grandioso complejo de las terrazas, llamado así por su disposición articulada sobre los distintos niveles de la pendiente de la colina.

La terraza superior comprendía una serie de piezas abiertas a una larga galería que se apoyaba sobre el trasdós de una hilera de cisternas, a las cuales confluía el agua canalizada a través del acueducto del río Serino.
De particular interés es el llamado teatro, más exactamente un teatro-ninfeo, un gran ninfeo utilizado para representaciones teatrales o musicales y también para espectáculos en el agua, cuyos restos solo pueden dar una pobre idea del refinamiento de la vida en la antigua Bayas.
A un nivel inferior al del teatro hay una gran piscina y, a un nivel superior, algunas salas precedidas por un pórtico. Toda esta zona recibe el nombre de termas de Sosandra (el viejo nombre era Agua de la Roña) por el descubrimiento de una réplica de la célebre estatua de la Afrodita Sosandra de Cálamis.

## Hallazgos más recientes
Se han realizado muchos hallazgos en el mar, donde por efecto de la oscilación del suelo y de los terremotos, los restos de los monumentos de Bayas están también a algunos centenares de metros de la costa actual y a profundidades que llegan a los 15 m. El descubrimiento más importante, ocurrido a partir de 1981, es el de una sala absidiada de la época Julio-Claudia, de 18 m de largo y 9,50 de ancho, que formaba parte del palacio imperial del siglo I.

Bernhard Andreae, que se ha interesado particularmente en esta excavación submarina, ha reconocido allí un Ninfeo destinado a banquetes. Como se sabe por Plinio el Joven, los comensales se situaban sobre divanes en torno a un estanque de agua. Algunas comidas se colocaban al borde del estanque, otras flotaban en recipientes que tenían forma de barquichuelo o de aves acuáticas.
Se han recuperado también restos del grupo escultórico que adornaba el fondo de la sala y que representaba al cíclope Polifemo cegado por Ulises. Además, se ha hallado algunas de las esculturas que adornaban los nichos, entre otras una estatua de Antonia Menor, madre del emperador Claudio.